# Горунешть (Слетіоара, Вилча)
Горунешть, Горунешті (рум. Gorunești) — село у повіті Вилча в Румунії. Входить до складу комуни Слетіоара.
Село розташоване на відстані 188 км на північний захід від Бухареста, 37 км на захід від Римніку-Вилчі, 86 км на північ від Крайови, 147 км на південний захід від Брашова.

## Населення
За даними перепису населення 2002 року у селі проживали 494 особи, усі — румуни. Усі жителі села рідною мовою назвали румунську.